# Carl Frode Tiller
Carl Frode Tiller, né le 4 janvier 1970  à Namsos, est un écrivain norvégien.

## Biographie
Il obtient le prix Brage en 2007 pour Innsirkling (Encerclement).

## Œuvres traduites en français
- Encerclement [« Innsirkling »], trad. de Jean-Baptiste Coursaud, Paris, Éditions Stock, coll. « Cabinet Cosmopolite », 2009, 343 p.  (ISBN 978-2-234-06149-1)